# Київський будинок вчених
Київський будинок вчених — центр інформації про досягнення науки та техніки, а також місце для спілкування з митцями.
Київський Будинок вчених відкрився 24 грудня 1927 року, і займав тоді 24 кімнати по вул. Пушкінській, 1, на розі Прорізної.
Першим директором київського Дому учених став галичанин Микола Сабат, рідний брат акторки театру «Березіль» Софії Федорцевої.
Першим головою Ради Будинку вчених був відомий зоолог професор Микола Васильович Шарлемань.
Від моменту відкриття до свого арешту заступником директора київського Будинку вчених був автор перших спогадів про бій під Крутами, учасник цього бою мовознавець Іван Ількович Шарий.
Разом з іншими будинками на Хрещатику, Миколаївській та Прорізній спеціальні підрозділи Головного військово-інженерного управління Наркомату оборони СРСР та діючої армії підірвали будинок 24 чи 25 вересня 1941 року.

## Історія
З повоєнних часів Київський будинок вчених знаходиться у будинку по Володимирській вулиці, 45-А. 
Збудований 1892 року за проектом архітектора Олександра Хойнацького на замовлення дружини інженера-технолога Володимира Качали, орендатора закладу штучних мінеральних вод, як двоповерховий з підвалом особняк з квартирою подружжя власників та офісними приміщеннями В. Качали.
У 1910—1911 роках перебудований під клубний заклад ліберальної інтелігенції «Київське громадське зібрання», з улаштуванням великої зали для концертів, лекцій і балів. Від 1920-х до початку 1940-х років — клуб медично-санітарних працівників.
Рішенням виконавчого комітету Київської міськради народних депутатів від 21.01.1986 № 49 будівлі надано статус пам'ятки архітектури.
Будинок має велику залу, блакитну, білу, зелену вітальні, в яких проводяться різноманітні наукові, освітні та культурно-просвітницькі заходи. Також у будинку діють клуби мистецтв, клуб туристів, клуб цікавих зустрічей. В будинку вчених відбуваються концерти, зокрема в рамках фестивалів «КиївМузикФест», «Прем'єри сезону», а також «Вікі-концерт».

## Секції
- Клуб академіків ім. М. М. Амосова

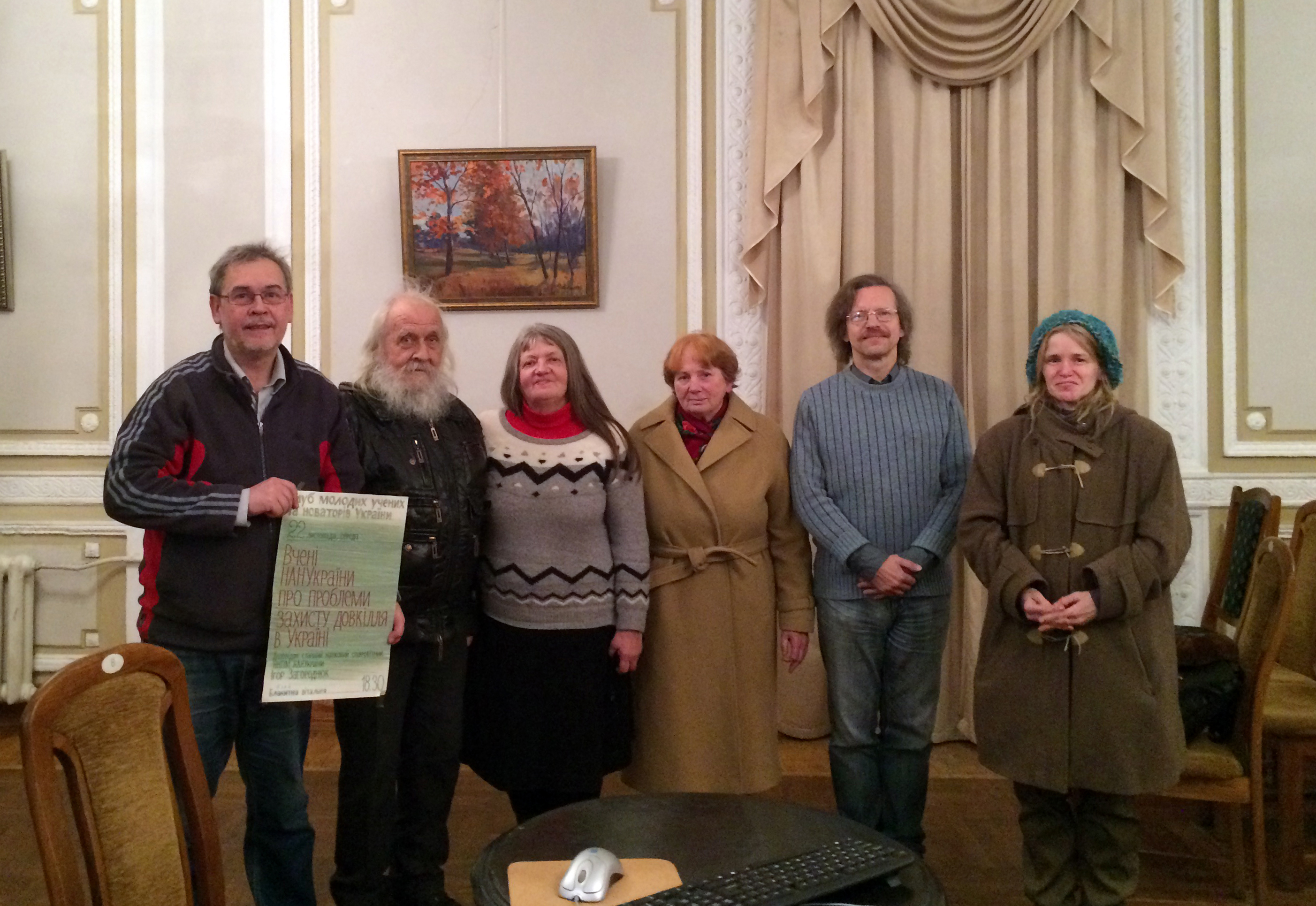
Учасники екологічного семінару після доповіді І. В. Загороднюка, ст. наук. співр. ННПМ НАН України, присвяченої проблемам захисту довкілля. Київський будинок вчених. На фото: модератор, доповідач та актив (22.11.2017).

- Науковий семінар «Соціоніка», керівник — директор Міжнародного ін-ту соціоніки, доктор філософії О. В. Букалов.
- Семінар «Методологія наукового пізнання» д.філос.н. Т. В. Гардашук
- Засідання Київського відділення Українського Біофізичного товариства. Керівник — д.ф.-м.н. С. Н. Волков.
- Клуб «Всесвіт, простір, час». Керівник — к.т.н., голов. ред. журналу «Вселенная, пространство, время» С. П. Гордієнко.
- Клуб «Наукова Спадщина» (з 2012 «Наукова спадщина»), голова — д.ф.-м.н., професор, пров. наук. співр. Інституту фізики НАНУ В. А. Шендеровський. Клуб зареєстровано у січні 1988 року.
- Вокально-оперна студія, керівник — С. М. Криворучко.
- Театральна студія — театр «У Білій вітальні». Художній керівник і режисер — О. В. Іваницький.
- Народна академічна хорова капела НАН України «Золоті ворота», засновник — заслужений артист України П. П. Струць.
- Камерний оркестр Київського Будинку вчених НАН України, художній керівник та диригент — Дмитро Болдін, диригент Катерина Косецька.
- Ансамбль старовинної музики «Silva Rerum», керівник — Т. А. Трегуб.